# Mithril
Il mithril, detto anche Argentovero o Argento di Moria, è un metallo immaginario presente nelle opere di J. R. R. Tolkien. È descritto come un "metallo elfico" (forgiato dagli Elfi), dotato di particolari proprietà magiche tali da renderlo estremamente resistente e al tempo stesso leggerissimo. I maggiori esperti nella lavorazione del Mithril, erano però i Nani, che lo definivano "acciaio argentato", sebbene nei tempi antichi l'elfo Fëanor ne fosse il massimo esperto.
Tolkien introdusse questa lega magica ne Lo Hobbit e poi ne Il Signore degli Anelli. In particolare, in quest'ultima opera Frodo riceve in dono da Bilbo Baggins una cotta di maglia forgiata in mithril che viene descritta come «leggera come la piuma ma dura come le scaglie di drago»: il suo fascino attira l'attenzione di molti a causa della brillantezza e lucentezza che emette. Ne Lo Hobbit questa cotta era stata donata a Bilbo dai nani come ricompensa per la missione svolta insieme per riconquistare la Montagna Solitaria. Il valore del mithril è immenso; l'unica fonte del metallo era Moria, dopo il cui abbandono divenne impossibile forgiare nuovi artefatti in mithril. 
Gandalf asserisce che la cotta di maglia di Frodo aveva un valore superiore all'intera Contea. Il mithril è il metallo più richiesto da tutte le razze, ma nella Terza Era comincia a scarseggiare e, dato che l'unica miniera nella Terra di Mezzo si trova nelle profondità di Moria, i nani dovettero scavare sempre più in profondità, fatto questo che destò il "Flagello di Durin", cioè un balrog.

Thorin consegna una cotta di maglia forgiata in Mithril a Bilbo Baggins nell'adattamento cinematografico di Peter Jackson

## Derivati
Dal mithril si ricava l'ithildin, in Lingua Corrente tradotto come "Stellaluna" o come "Scintilla di Luna", il metallo di cui sono intarsiate le porte di Moria, che riflette i raggi della luna e delle stelle (errata infatti la frase di Gandalf nella versione cinematografica de La Compagnia dell'Anello, nella quale afferma che l'ithildin riflette i raggi del sole e della luna), ma solo se sollecitato tramite alcune parole magiche.

## Altri contesti
Il mithril è stato ripreso in numerose altre ambientazioni fantasy; armi e corazze in questo materiale sono presenti ad esempio in svariate saghe videoludiche come Final Fantasy, Lineage 2, Kingdom Hearts, Arcanum: Of Steamworks and Magick Obscura, Warcraft, The Elder Scrolls, Cabal Online, Dark Age of Camelot, Dark and Light, 4Story, Grand Fantasia, Dragon Quest, Terraria, Forgotten Tales, Minetest, NetHack nonché nel gioco di ruolo Dungeons & Dragons, dove però è chiamato mithral, in Warhammer e nel browser RPG Pirates War.
Il nome è stato usato anche in altre maniere. Ad esempio, nella serie Full Metal Panic "Mithril" è il nome dell'organizzazione militare non governativa di cui fa parte il protagonista. Inoltre nei MMORPG Final Fantasy XI, Lineage 2, Aion, Shining In The Darkness, Guild Wars 2, e RuneScape è presente un oggetto chiamato "Mithril Ore" largamente utilizzato nella produzione di armi e armature.
Nella terza puntata dell'anime Digimon Adventure si dice che Garurumon ha una pelliccia dura come il leggendario metallo, il Mithril. Inoltre nella serie di videogiochi viene affermato che Dodomon vanta di avere una pelliccia dura quanto il Mithril.
Nel mondo fantastico di Alfheim Online, una delle ambientazioni della serie di Sword Art Online, le monete di valore più elevato sono fatte di mithril. Nell'anime si fa riferimento a quest'ultime durante la puntata 20 della prima stagione.
Nel quarto episodio della quinta stagione della serie animata Archer un agente dell'F.B.I cercando di sfondare una porta al minuto 16:00 dice "Che male! Ma di che è fatta questa porta? Di Mithril?".